# Nate Dogg
Nate Dogg, pseudonimo di Nathaniel Dwayne Hale (Long Beach, 19 agosto 1969 – Long Beach, 15 marzo 2011), è stato un cantante e rapper statunitense.
È stato famoso per i suoi flow melodici ed è stato uno dei pochi artisti hip hop che scandiva rime melodiche anziché semplicemente rappate. Era il cugino di Snoop Dogg.

## Biografia
Iniziò a cantare da bambino nel coro di una chiesa a Clarksdale, nel Mississippi, dove suo padre Daniel Lee Hale era prete (il celibato arrivò nel 1980). A 16 anni abbandonò il liceo a Long Beach e se ne andò da casa per entrare nella Marina Militare Americana. Rimasto nell'esercito per tre anni, Nate formò nel 1991 il trio rap 213, assieme a suo cugino Snoop Dogg e all'amico Warren G, tutti dai Rollin' 20's Crips. Fino al 2004 non hanno pubblicato nessun album.
Nate Dogg debuttò da solista nel 1992, con l'album di Dr. Dre The Chronic. Molto stimato da fan e critici per il suo stile vocale, firmò per la Death Row Records nel 1993. Nel 1994 produsse il suo primo singolo Regulate, con Warren G. Per la Breakaway Records, nel 1998 pubblicò il suo primo album. Tre anni dopo uscì il suo doppio album G-Funk Classics Vol. 1 & 2, che insieme a Music & Me fu registrato per la Elektra Records. Music & Me raggiunse il terzo posto delle classifiche hip hop di Billboard.
Nate ha avuto successo soprattutto grazie alle collaborazioni con altri artisti, e ha contribuito alla popolarità di oltre 60 singoli. Ha anche scritto molte di queste canzoni.
In origine da pubblicare nell'aprile del 2004, il suo album omonimo Nate Dogg è stato pubblicato a metà del 2005. Nel giugno dello stesso anno, le tracce sono state messe in vendita sul sito ufficiale della Elektra.
Dopo essere ritornato in studio per la registrazione di un nuovo disco, il 18 gennaio 2008 Nate Dogg fu colpito da un ictus. Il cantante rimase paralizzato in tutta la parte sinistra del corpo; sarebbe riuscito a recuperare la mobilità con una riabilitazione, ma il 5 settembre 2008 fu colpito da un secondo ictus, che lo ridusse a uno stato di immobilità completa dal collo in giù. Fu nutrito con un tubo gastrico dal settembre 2008 al dicembre dello stesso anno, ma non poté più muovere né braccia né gambe.
Morì il 15 marzo 2011 all'età di 41 anni a causa di quest'ultimo ictus.

## Discografia

### Album in studio
- 1998 - G-Funk Classics, Vol. 1 & 2
- 2001 - Music & Me
- 2003 - Nate Dogg (bootleg)

### Raccolte
- 2002 - Essentials

### Collaborazioni
- 2004 - The Hard Way

### Singoli
| Anno | Titolo                                                                                | USA | UK |
| ---- | ------------------------------------------------------------------------------------- | --- | -- |
| 1994 | "How Long Will They Mourn Me?" (Thug Life featuring Nate Dogg)                        | -   | -  |
| 1994 | "One More Day"                                                                        | -   | -  |
| 1994 | "Regulate" (Warren G featuring Nate Dogg)                                             | 2   | 5  |
| 1996 | "Never Leave Me Alone" (featuring Snoop Dogg)                                         | 33  | -  |
| 1997 | "These Days" (featuring Daz Dillinger)                                                | 88  | -  |
| 1998 | "Nobody Does It Better" (featuring Warren G)                                          | 18  | -  |
| 1999 | "Bitch Please" (Snoop Dogg featuring Xzibit and Nate Dogg)                            | 47  | -  |
| 1999 | "Girls All Pause" (Kurupt featuring Nate Dogg and Roscoe)                             | -   | -  |
| 1999 | "Game Don't Wait" (Warren G featuring Nate Dogg, Snoop Dogg and Xzibit)               | 95  | -  |
| 2000 | "The Next Episode" (Dr. Dre featuring Snoop Dogg, Kurupt and Nate Dogg)               | 23  | 3  |
| 2000 | "Nah, Nah..." (E-40 featuring Nate Dogg)                                              | -   | -  |
| 2000 | "Oh No" (Mos Def featuring Pharaohe Monch & Nate Dogg)                                | 48  | 24 |
| 2000 | "Where I Wanna Be" (Shade Sheist featuring Nate Dogg and Kurupt)                      | 95  | 14 |
| 2001 | "I Got Love"                                                                          | 50  | -  |
| 2001 | "Lay Low" (Snoop Dogg featuring Master P, Nate Dogg, Butch Cassidy and Tha Eastsidaz) | 50  | 59 |
| 2001 | "Behind the Walls" (Kurupt featuring Nate Dogg and Shyne)                             | -   | -  |
| 2001 | "Can't Deny It" (Fabolous featuring Nate Dogg)                                        | 25  | -  |
| 2001 | "Connected" (Shaquille O'Neal featuring WC and Nate Dogg)                             | -   | -  |
| 2001 | "Ballin' Out of Control" (Jermaine Dupri featuring Nate Dogg)                         | 95  | -  |
| 2001 | "Area Codes" (Ludacris featuring Nate Dogg)                                           | 24  | 25 |
| 2002 | "Multiply" (Xzibit featuring Nate Dogg)                                               | 114 | 94 |
| 2002 | "The Streets" (WC featuring Snoop Dogg & Nate Dogg)                                   | 81  | 48 |
| 2002 | "Wake Up" (Shade Sheist featuring Nate Dogg and Warren G)                             | -   | -  |
| 2003 | "Get Up" (featuring Eve)                                                              | -   | -  |
| 2003 | "My Name" (Xzibit featuring Eminem & Nate Dogg)                                       | -   | -  |
| 2003 | "Gangsta Nation" (Westside Connection featuring Nate Dogg)                            | 33  | -  |
| 2003 | "21 Questions" (50 Cent featuring Nate Dogg)                                          | 1   | 6  |
| 2003 | "Ooh Wee" (Mark Ronson featuring Ghostface Killah and Nate Dogg)                      | 73  | 15 |
| 2003 | "One Night Stand" (Simon Vegas & Nate Dogg Featuring Angie Martinez + Illo)           | -   | -  |
| 2004 | "The Set Up (You Don't Know)" (Obie Trice featuring Nate Dogg)                        | 73  | 32 |
| 2004 | "Need Me in Your Life" (Memphis Bleek featuring Nate Dogg)                            | -   | -  |
| 2004 | "I Like That" (Houston featuring Chingy, Nate Dogg, & I-20)                           | 11  | 11 |
| 2004 | "Time's Up!" (Jadakiss featuring Nate Dogg)                                           | 70  | -  |
| 2004 | "Thugs Get Lonely Too" (Tupac featuring Nate Dogg)                                    | 98  | -  |
| 2005 | "Hush is Coming" (Hush featuring Nate Dogg)                                           | -   | -  |
| 2005 | "I Need a Light" (Warren G featuring Nate Dogg)                                       | -   | -  |
| 2005 | "Gangsta Party" (Joe Budden featuring Nate Dogg)                                      | -   | -  |
| 2005 | "Real Soon" (Tha Dogg Pound featuring Nate Dogg)                                      | 92  | -  |
| 2006 | "Shake That" (Eminem featuring Nate Dogg)                                             | 6   | 90 |
| 2006 | "Have a Party" (Mobb Deep featuring 50 Cent & Nate Dogg)                              | 105 | -  |
| 2007 | "Boss' Life" (Snoop Dogg featuring Nate Dogg)                                         | 75  | -  |
| 2008 | "Should Of Been Mine" (Mister D featuring Nate Dogg)                                  | -   | -  |
| 2012 | "Party We Will Throw Now!" (Warren G featuring Nate Dogg and Game)                    | -   | -  |
| 2015 | "My House" (Warren G featuring Nate Dogg)                                             | -   | -  |
| 2016 | "Gangsta Walk" (SNBRN featuring Nate Dogg)                                            | -   | -  |
| 2018 | "I Got Love" (Don Diablo featuring Nate Dogg)                                         | -   | -  |

## Altre partecipazioni
- 2Pac - "All About U" (feat. Nate Dogg)
- 2Pac - "Skandalouz" (feat. Nate Dogg)
- 2Pac - "How Long Will They Mourn Me?" (feat. Nate Dogg)
- 2Pac - "Hold Up" (feat Nate Dogg)
- 2Pac - "Teardrops And Closed Caskets (feat. Nate Dogg, Outlawz)
- 5 Footaz - "Dip" (feat. Nate Dogg)
- Baby Bash - "That's My Lady" (Money) (feat. Nate Dogg)
- Bad Azz - "Don't Hate" (feat. Nate Dogg, Tray Deee, R.G.)
- Big Syke - "Come Over" (feat. Nate Dogg)
- Black Rob - "The Game" (feat. Nate Dogg)
- Brian McKnight - "Don't Know Where to Start" (feat. Nate Dogg)
- Busta Rhymes - "Truck Volume" (feat. Snoop Dogg, Nate Dogg, Dr. Dre, 2Pac)
- C-Murder - "Ghetto Millionaire" (feat. Snoop Dogg, Kurupt, Nate Dogg)
- Charlie Wilson - "Big Pimpin" (feat. Snoop Dogg, Nate Dogg)
- Cee-Lo - "Enjoy Yourself" (feat. Nate Dogg)
- Chico & Coolwadda - "High Come Down" (feat. Nate Dogg)
- Chingy - "All the Way to St. Lou'" (feat. Nate Dogg, David Banner)
- Craig David - "7 Days (Remix)" (feat. Mos Def, Nate Dogg)
- Crooked I - "Crook in Me" (feat. Nate Dogg)
- Daz Dillinger - "Boyz n the Hood" (feat. Nate Dogg)
- Daz Dillinger - "Come Close" (feat. Nate Dogg)
- Daz Dillinger - "O.G." (feat. Snoop Dogg, Nate Dogg)
- Deuce Poppi - "O Wee O" (feat. Nate Dogg)
- DFC - "Things in tha Hood" (feat. Nate Dogg)
- DFC - "Things in tha Hood (Remix)" (feat. Nate Dogg)
- DJ Quik - "Black Mercedes" (feat. Nate Dogg)
- DJ Quik - "Medley For a 'V'" (feat. Snoop Dogg, Nate Dogg, Hi-C, AMG, 2nd II None)
- DJ Quik - "What They Think" (feat. Nate Dogg)
- The D.O.C. - "Concrete Jungle" (feat. Nate Dogg, Six-Two, Jazze Pha, Up Tight)
- Doggy's Angels - "Curious" (feat. Nate Dogg, Snoop Dogg)
- Dove Shack - "The Dove Shack is Back" (feat. Nate Dogg)
- Dr. Dre - "Deeez Nuuuts" (feat. Snoop Dogg, Daz Dillinger, Nate Dogg)
- Dr. Dre - "Xxplosive" (feat. Hittman, Kurupt, Nate Dogg, Six-Two)
- Dresta - "Victims of Reality" (feat. Nate Dogg)
- D-Shot - "Money, Sex & Thugs" (feat. E-40, Nate Dogg, Butch Cassidy)
- E-40 - "Sinister Mob" (feat. Nate Dogg)
- Eminem - "Bitch Please II" (feat. Dr. Dre, Snoop Dogg, Xzibit, Nate Dogg)
- Eminem - "'Till I Collapse" (feat. Nate Dogg)
- Eminem - "Never Enough" (feat. Nate Dogg, 50 Cent)
- Eminem - "Shake That" (feat. Nate Dogg)
- Eve - "Hey Ya'll" (feat. Snoop Dogg, Nate Dogg)
- Fabolous - "Popo" (feat. Nate Dogg, Paul Cain)
- Fat Tone - "Money Rules" (feat. E-40, Nate Dogg, Butch Cassidy)
- Freeway - "All My Life" (feat. Nate Dogg)
- The Game - "Special" (feat. Nate Dogg)
- The Game - "Where I'm From" (feat. Dr. Dre, Nate Dogg)
- The Game - "Too Much" (feat. Nate Dogg)
- Guerilla Black - "What We Gonna Do" (feat. Nate Dogg)
- Hi-C - "I Don't Wanna Know" (feat. Nate Dogg)
- Jadakiss - "When Kiss is Spittin'" (feat. Nate Dogg)
- Jermaine Dupri - "Whatever" (feat. Nate Dogg, R.O.C., Skeeter Rock, Tigah, Katrina)
- Jermaine Dupri - "Ring the Alarm" (feat. Nate Dogg)
- Joe Budden - "Gangsta Party" (feat. Nate Dogg)
- JS - "Good Life" (feat. Nas, Nate Dogg)
- K-Mel - "Reflexions" (feat. Nate Dogg)
- K-Mel - "Reflexions (Remix)" (feat. Nate Dogg)
- Knoc-turn'al - "Him or Me" (feat. Nate Dogg)
- Knoc-turn'al - "Str8 West Coast (Remix)" (feat. Xzibit, Warren G, Nate Dogg, Shade Sheist)
- Knoc-turn'al - "Twisted" (feat. Nate Dogg, Drastic, Armed Robbery)
- Knoc-turn'al - "What We Do" (feat. Xzibit, Nate Dogg, Warren G)
- Kokane - "You Could Be" (feat. Snoop Dogg, Tha Eastsidaz, Nate Dogg)
- Kurupt - "Neva Gonna Give It Up" (feat. Nate Dogg, Warren G, Tray Deee, Snoop Dogg, Soopafly)
- Kurupt - "Lay It On Back" (feat. Fred Durst, Nate Dogg)
- Kurupt - "Space Boogie" (feat. Nate Dogg)
- Kurupt - "The Hardest Muthafuckaz" (feat. Nate Dogg, MC Ren, Xzibit)
- Lil' Flip - "Take You There" (feat. Nate Dogg)
- Lil' Jon - "Bitches Ain't Shit" (feat. Nate Dogg, Snoop Dogg, Suga Free)
- Lloyd Banks - "Til The End" (feat. Nate Dogg)
- Lloyd Banks - "Warrior Part 2" (feat. Eminem, Nate Dogg, 50 Cent)
- Ludacris - "Child of the Night" (feat. Nate Dogg)
- Mack 10 - "Like This" (feat. Nate Dogg)
- Mariah Carey - "If We" (feat. Ja Rule, Nate Dogg)
- Mariah Carey - "If We (Remix)" (feat. Shade Sheist, Ja Rule, Nate Dogg)
- Mastacraft - "One Night Stand (European Version)" (feat. Nate Dogg)
- Mellow Man Ace - "There They Go" (feat. Dr. Dre, Snoop Dogg, Nate Dogg)
- Mista Grimm - "Indo Smoke" (feat. Nate Dogg, Warren G)
- Mobb Deep - "Dump" (feat Nate Dogg)
- Mr. Capone-E - "Came to Me in a Dream" (feat. Nate Dogg)
- Mr. Capone-E - "I Like It" (feat. Nate Dogg)
- Ms. Jade - "Dead Wrong" (feat. Nate Dogg)
- N.U.N.E. - "Gangstafied Lady" (feat. Nate Dogg)
- N.U.N.E. - "Gangstafied Lady (Remix)" (feat. Nate Dogg)
- Obie Trice - "Look in My Eyes" (feat. Nate Dogg)
- Obie Trice - "All of My Life" (feat. Nate Dogg)
- Outlawz - "Teardrops & Closed Caskets" (feat. Nate Dogg)
- Proof - "Sammy Da Bull" (feat. Nate Dogg, Swift)
- Rappin' 4-Tay - "If It Wasn't 4 You" (feat. Nate Dogg, Suga Free)
- Ras Kass - "4 Much" (feat. Nate Dogg, Bad Azz, Tash)
- Ray J - "Smokin Smokin" (feat. Nate Dogg, Snoop Dogg, Shorty Mack)
- Redman - "Bad Girls" (feat. Nate Dogg)
- Redman - "Merry Jane" (feat. Snoop Dogg and Nate Dogg)
- Rock - "Walk Like a G" (feat. Nate Dogg)
- Roscoe - "Nasty Girl" (feat. Nate Dogg)
- Shade Sheist - "Cali Diseaze" (feat. Nate Dogg)
- Shade Sheist - "Everybody Wants 2b da Man" (feat. N.U.N.E, Nate Dogg, Grath, Shade Sheist)
- Shade Sheist - "Gangstafied Lady" (Feat. Nate Dogg)
- Shade Sheist - "Gangstafied Lady (Remix)" (Feat. Nate Dogg)
- Shade Sheist - "Hey Yo" (feat. Nate Dogg, N.U.N.E., Eddie Kane Jr.)
- Shade Sheist - "Playmate" (feat. Nate Dogg, N.U.N.E, Shade Sheist)
- Shade Sheist - "Sex Sells" (feat. Nate Dogg, Snoop Dogg, Redrum, Eddie Kane Jr., Shade Sheist, N.U.N.E.)
- Shade Sheist - "Steady Wastin" (feat. Shade Shiest, Nate Dogg, Nitty Black, Lieutenant)
- Shade Sheist - "Walk a Mile" (feat. Nate Dogg, Vita, Nune)
- Shade Sheist - "What Would You Do" (feat. N.U.N.E., Nate Dogg, Mariah Carey)
- Shyne - "Behind The Walls (Remix)" (feat. Kurupt, Nate Dogg)
- Simon Vegas - "One Night Stand" (feat. Nate Dogg)
- Snoop Dogg - "Ain't No Fun" (feat. Nate Dogg, Kurupt, Warren G)
- Snoop Dogg - "Crazy" (feat. Nate Dogg)
- Snoop Dogg - "Don't Fight The Feelin'" (feat. Nate Dogg, Cam'ron, Lady May, Soopafly)
- Snoop Dogg - "Don't Tell" (feat. Warren G, Mausberg, Nate Dogg)
- Snoop Dogg - "Eastside Party" (feat. Nate Dogg)
- Snoop Dogg - "Family Reunion" (feat. Nate Dogg, Bad Azz, Warren G, Soopafly)
- Snoop Dogg - "Gangsta Wit It" (feat. Nate Dogg, Butch Cassidy)
- Snoop Dogg - "Groupie" (feat. Tha Dogg Pound, Warren G, Nate Dogg)
- Snoop Dogg - "LBC'n It Up" (feat. Nate Dogg, Lil 1/2 Dead)
- Snoop Dogg - "Lollipop" (feat. Soopafly, Nate Dogg, Jay-Z)
- Snoop Dogg - "Long Beach 2 Brick City" (feat. Redman, Nate Dogg)
- Snoop Dogg - "Rollin Down The Highway" (feat. Nate Dogg, Warren G)
- Snoop Dogg - "Santa Clause Goes Straight to the Ghetto" (feat. Bad Azz, Daz Dillinger, Nate Dogg, Tray Deee)
- Snoop Dogg - "Wannabes" (feat. Young Jeezy, Nate Dogg)
- Snoop Dogg - "Set It Off" (feat. MC Ren, Ice Cube, Lady of Rage, Nate Dogg, Kurupt)
- Snoop Dogg - "St. Ides" (feat. Nate Dogg)
- Snoop Dogg - "The Game's Play'd Out" (feat. Nate Dogg, Prince Ital Joe)
- Soopafly - "Number 1" (feat. Snoop Dogg, Nate Dogg, & Daz Dillinger)
- Steady Mobb'n - "Let's Get It Crackin" (feat. Nate Dogg)
- Tamia - "Can't Go For That" (feat. Snoop Dogg, Nate Dogg, Warren G)
- The Team - "Feel the Music" (feat. Nate Dogg)
- Tha Dogg Pound - "Big Pimpin" (feat. Snoop Dogg, Nate Dogg)
- Tha Dogg Pound - "Don't Sweat It" (feat. Nate Dogg, RBX)
- Tha Dogg Pound - "Hard on a Hoe" (feat. Nate Dogg, RBX)
- Tha Dogg Pound - "I Don't Like to Dream About Gettin' Paid" (feat. Nate Dogg)
- Tha Dogg Pound - "Just Doggin'" (feat. Nate Dogg)
- Tha Dogg Pound - "Let's Play House" (feat. Nate Dogg)
- Tha Eastsidaz - "Cool" (feat. Butch Cassidy, Nate Dogg)
- Tha Eastsidaz - "Eastside Ridaz" (feat. Nate Dogg)
- Tha Eastsidaz - "Ghetto" (feat. Kokane, Kam, Nate Dogg)
- Tha Eastsidaz - "Let's Go" (feat. Nate Dogg)
- Tha Eastsidaz - "Welcome to the House" (feat. Nate Dogg)
- The Click - "Rock Ya Body" (feat. Snoop Dogg, Nate Dogg, Tha Dogg Pound)
- Warren G - "Annie Mae" (feat. Nate Dogg)
- Warren G - "Gangsta Love" (feat. Kurupt, Nate Dogg, RBX)
- Warren G - "Havin Thangs" (feat. Jermaine Dupri, Nate Dogg)
- Warren G - "Here Comes Another Hit" (feat. Nate Dogg, Mistah Grimm)
- Warren G - "Mid-Nite Hour" (feat. Nate Dogg)
- Warren G - "PYT" (feat. Snoop Dogg, Nate Dogg)
- Warren G - "The Game Don't Wait" (feat. Snoop Dogg, Nate Dogg)
- Warren G - "The Game Don't Wait (Remix)" (feat. Snoop Dogg, Nate Dogg, Xzibit)
- Warren G - "What U Wanna Do" (feat. Nate Dogg)
- Warren G - "Yo Sassy Ways" (feat. Nate Dogg, Snoop Dogg)
- WC - "Paper Trippin'" (feat. Nate Dogg)
- Xzibit - "Been a Long Time" (feat. Nate Dogg)
- Yukmouth - "So Ignorant" (feat. Nate Dogg, Kokane, Kurupt)
- Messy Marv - "Oh No, Pt. 2" (feat. Nate Dogg)
- Guce - "Game Dont Wait" (feat. Messy Marv, Nate Dogg)
- Snoop Dogg - "Outside the Box" (feat. Nate Dogg)

## Raccolte con altri artisti
- "Be Thankful" - Christmas on Death Row
- "Why" - Gridlock'd (Original Soundtrack)
- "One more day" - Murder Was The Case soundtrack
- "These Days" feat. Daz Dillinger - Gang Related (Original Soundtrack)
- "Keep it Coming" - Need For Speed Underground soundtrack

## Filmografia
- 2002 The Transporter - canzone "I Got Love"
- 2002-2003 Doggy Fizzle Televizzle come cantante della canzone tema per lo sketch "The Braided Bunch"
- 2003 Head of State come sé stesso (anche cantante/compositore della canzone tema).

## Grammy Awards
Nate Dogg è stato nominato quattro volte ai Grammy Awards.
| Categoria                                                                            | Genere | Canzone            | Anno | Risultato |
| ------------------------------------------------------------------------------------ | ------ | ------------------ | ---- | --------- |
| Migliore collaborazione Rap/Cantato (con Eminem)                                     | Rap    | "Shake That"       | 2007 | Nominato  |
| Migliore collaborazione Rap/Cantato (con Ludacris)                                   | Rap    | "Area Codes"       | 2002 | Nominato  |
| Migliore performance Rap di un duo/gruppo (non accreditato con Dr. Dre e Snoop Dogg) | Rap    | "The Next Episode" | 2001 | Nominato  |
| Migliore performance Rap di un duo/gruppo (con Warren G)                             | Rap    | "Regulate"         | 1995 | Nominato  |